# Commissione internazionale per le persone scomparse

Il logo ufficiale dell'ICMP

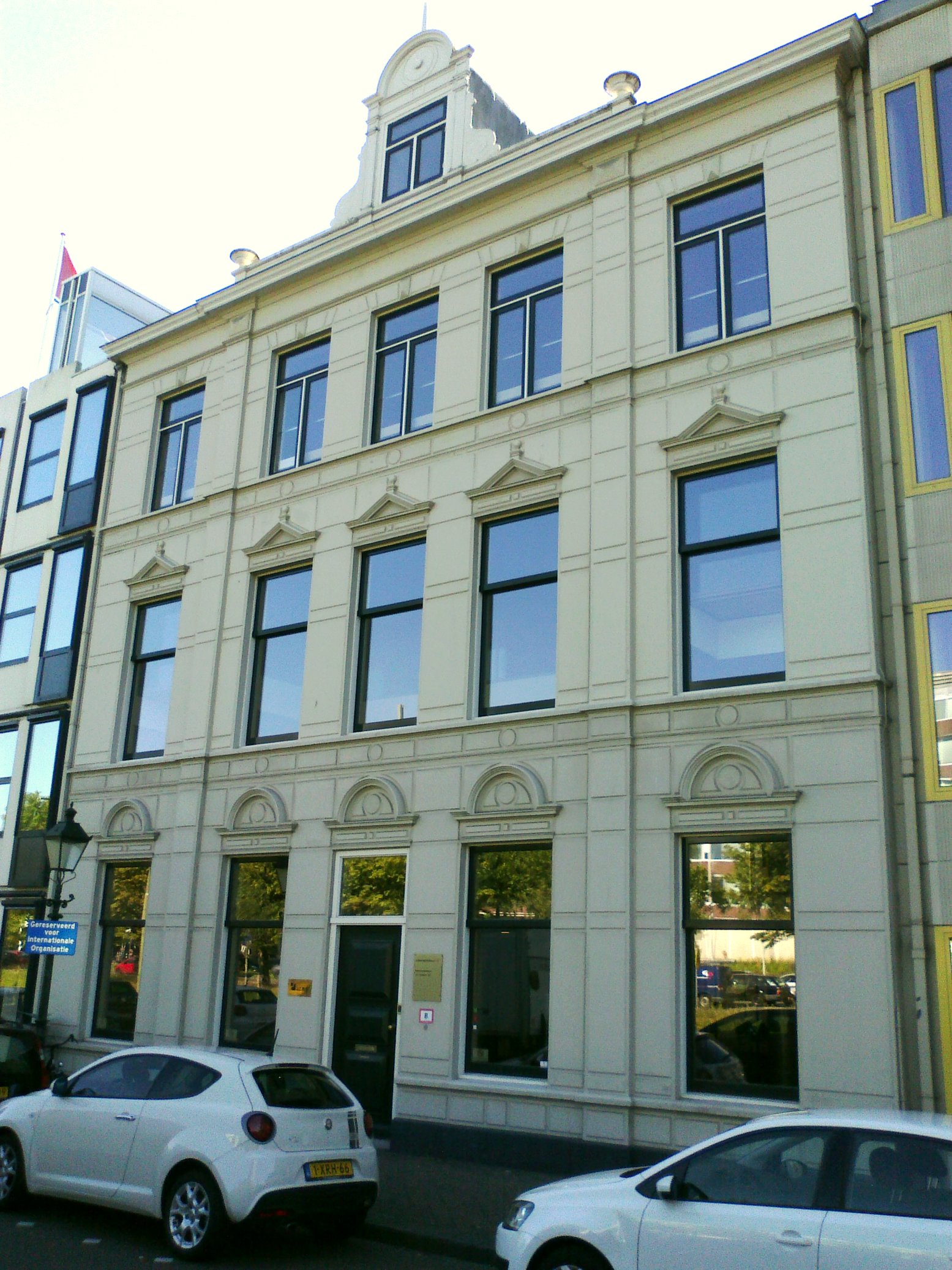
La sede dell'ICMP all'Aia

La Commissione internazionale per le persone scomparse (ICMP, dall'inglese International Commission on Missing Persons) è un'organizzazione intergovernativa che si occupa delle persone scomparse a causa di conflitti armati, violazioni dei diritti umani, calamità naturali e di origine umana e altre cause involontarie.
Ha sede a L'Aja ed è finanziata da sovvenzioni, donazioni e contributi volontari soprattutto provenienti dagli Stati. La Commissione ha ricevuto finanziamenti da Stati Uniti, UE, Città del Vaticano, Canada, Danimarca, Finlandia, Francia, Germania, Grecia, Irlanda, Islanda, Italia, Norvegia, Paesi Bassi, Regno Unito, Svezia e Svizzera.
Nel dicembre 2014 è stato firmato un trattato che ha reso la Commissione un’organizzazione intergovernativa.

## Fondazione e obiettivi
L'ICMP è stata fondata nel 1996, su iniziativa dell'allora presidente degli USA Bill Clinton al G-7 tenutosi a Lione.
L’organizzazione aiuta i governi a creare istituzioni basate sullo stato di diritto volte a cercare e identificare con successo e in modo imparziale le persone scomparse e sostiene gli sforzi per sviluppare una legislazione che permetta alle famiglie degli scomparsi di far valere i propri diritti. L'ICMP ha assistito le autorità nell’utilizzo di tecniche forensi avanzate, ivi incluso l’utilizzo pionieristico dei metodi moderni di analisi del DNA per localizzare e identificare le persone scomparse in molteplici circostanze in diverse parti del mondo. L'ICMP gestisce l’unica struttura permanente e non lucrativa al mondo in grado di eseguire un’analisi ad alto rendimento di un elevato numero di campioni di DNA ai fini dell’identificazione umana. L'ICMP risponde anche alle richieste di documentazione e di testimonianze di esperti da parte di tribunali internazionali e nazionali su questioni relative a crimini di guerra, crimini contro l'umanità, genocidi e altri crimini di diritto internazionale. L'ICMP ha un database del DNA di 29.073 vittime e di 88.610 loro parenti.

## Paesi in cui l'ICMP è operativa
L'ICMP è attualmente operativa in Albania, Balcani Occidentali, Colombia, Iraq e Messico. L’organizzazione ha anche un programma focalizzato sui Siriani scomparsi ed un programma sui migranti scomparsi. Tra le situazioni in cui l’organizzazione ha contribuito ad identificare le vittime coinvolte vi è lo tsunami dell'Oceano Indiano del 2004.

## Presidenti
Nel 2006 la presidenza è stata affidata al segretario di stato USA Cyrus Vance. Nel 2009 gli è subentrato James Kimsey, presidente della Kimsey Foundation. Da maggio 2011 l'organizzazione è presieduta dall'ex ambasciatore Thomas Miller.